# 125 aC
El 125 aC va ser un any del calendari romà prejulià. Durant la República i l'Imperi Romà es coneixia com l'Any del Consolat de Flac i Hipseu o també any 629 Ab urbe condita o de la fundació de la ciutat). L'ús del nom «125 aC» per referir-se a aquest any es remunta a l'alta edat mitjana, quan el sistema Anno Domini va ser el mètode de numeració dels anys més comú a Europa.

## Esdeveniments

### Regne del Bòsfor
- Parisades V és rei del Bòsfor Cimmeri, i el darrer monarca de la dinastia Espartòquida.[2]

### República Romana
- Marc Fulvi Flac i Marc Plauci Hipseu són elegits cònsols.[3]
- Fulvi Flac és enviat en ajut de Massília, on els sal·luvis havien envaït el territori.[4]
- Els dos magistrats conjuntament s'encarreguen de restablir la legalitat imposada i resoldre els conflictes causats per les lleis Licinia i Sempronia frumentaria. Ciceró diu que Plauci Hipseu era poc expert en dret civil.[5]
- El pretor Luci Opimi ocupa la ciutat de Fregel·les, al Latium, que s'havia revoltat demanant la ciutadania romana.[6] Numitori Puil·le, un dirigent de Fregel·les, la fa a mans d'Opimi, que pren venjança sobre els habitants i destrueix la ciutat.[7][8]

### Sardenya
- El qüestor Gai Semproni Grac rep de Micipsa, rei de Numídia un carregament de blat per alimentar les tropes. El senat es nega a rebre l'enviament, i prorroga per aquell any el comandament del procònsol Orestes, per tal que Grac es quedi a l'illa, ja que si torna a Roma pot ser elegit tribú de la plebs i prosseguir les reformes del seu germà Tiberi Grac.[9]